# Tateishi Tomonori
Tomonori Tateishi (sinh ngày 22 tháng 4 năm 1974) là một cầu thủ bóng đá người Nhật Bản.

## Sự nghiệp câu lạc bộ
Tomonori Tateishi đã từng chơi cho JEF United Chiba và Avispa Fukuoka.